# Jajačka tvrđava
Jajačka tvrđava je tvrđava u bosanskohercegovačkom gradu Jajcu. Tvrđava se nalazi u kompleksu Staroga grada. Pretpostavlja se da je sagrađena u 13. stoljeću.
Na jugozapadu je ulaz s kraljevskim grbom. Tvrđava pokriva površinu od 11.200 m2, a dužina zidova iznosi 1300 metara.
Tvrđavu je sagradio Hrvoje Vukčić Hrvatinić koji je i osnivač Jajca. To je bilo sjedište kraljeva čiji su grbovi urezani na dvorcu. Zidovi su visoki i dvorac je sagrađen na brežuljku koji je u obliku jajeta, rijeke Pliva i Vrbas su ujedno i zaštita dvorca. Cijelo područje je zemljopisno i povijesno zanimljivo.
Turci su tvrđavu osvojili u lipnju 1463. godine, ali je hrvatsko-ugarski kralj Matija Korvin na jesen iste godine poveo veliku vojsku, koja ju je na Božić, nakon dulje opsade, oslobodila, a nešto kasnije je u njoj bilo sjedište Jajačke banovine.
Nakon ponovnog osmanskog osvajanja 1528. godine Jajce je izgubilo na važnosti. Posljedica je bila da su u 17. st. zidovi jajačke utvrde uvelike osuli, veliki požar 1658. ih je potpuno uništio i poslije su tek donekle popravljeni. Jajačke su utvrde bile ruševne sve do 1880-ih iaustro-ugarske uprave. Tad se izvode nešto veći konzervatorski radovi. Nisu zaobišli ni ovaj kompleks. Veći konzervacijski radovi obavljeni su na citadeli i na tornju sv. Luke.